# Sergio Pasina
Sergio Pasina (Talamona, 7 gennaio 1940) è un politico italiano.
Ragioniere e consulente del lavoro, dopo essere stato sindaco di Talamona, viene eletto Presidente della Provincia di Sondrio nel 1993, carica che manterrà fino al 1995.